# نعضة
النُعْض أو الفلاكورة (الاسم العلمي: Flacourtia) هي جنس من النباتات تتبع الفصيلة الصفصافية من رتبة الملبيغيات. وضع الاسم علمي تكريماً لحاكم مدغشقر إتيان دي فلاكور (1607-1660). الموطن الأصلي للنبات في المناطق المدارية وشبه المدارية الأفريقية والآسيوية. العديد من الأنواع، وخاصة الفلاكورة الهندية تزرع كنباتات زينة ومن أجل ثمارها.

## أنواع الفلاكورة
- فلاكورة هندية
- فلاكورة كهرمانية
- فلاكورة جبلية
- فلاكورة زغيباء
- فلاكورة عريضة الأوراق
- فلاكورة عزلاء
- فلاكورة غربية
- فلاكورة فيتية
- فلاكورة كافاليرية
- فلاكورة كينابالية
- فلاكورة رخوة
- فلاكورة متنكسة
- فلاكورة متقابلة الأوراق